# Jet Lag – Oder wo die Liebe hinfliegt
Jet Lag – Oder wo die Liebe hinfliegt (Décalage horaire) ist ein französischer Spielfilm von Danièle Thompson aus dem Jahr 2002, der 1,7 Mio. Franzosen in die Lichtspielhäuser lockte.

## Handlung
Rose, die aufgetakelte Kosmetikerin, will sich nach Mexiko absetzen, um ihre langjährige Beziehung zu dem Macho Sergio zu beenden. Felix, der in den USA mit Tiefkühlkost zu Geld gekommene Gourmetkoch, will in München seine geschiedene Frau auf einer Beerdigung treffen. Ihre Wege kreuzen sich auf dem Pariser Flughafen Charles de Gaulle, weil die Fluglotsen streiken und sich deshalb alle Flüge auf unbestimmte Zeit verschieben. Obwohl sich der introvertierte Felix von der extrovertierten Rose genervt fühlt, lädt er sie ein, mit ihm ein Hotelzimmer zu teilen. Dort kabbeln sich die beiden fortwährend, erst in den frühen Morgenstunden stellen sie fest, dass ihnen doch etwas aneinander liegt und sie sich freuen, so viel Zeit wie möglich miteinander verbringen zu können. Am folgenden Morgen gehen sie am Flughafen getrennte Wege. Felix lässt jedoch die Beerdigung und das Treffen mit seiner Ex-Frau sausen und fährt vom Pariser Flughafen direkt nach Hause in die französische Provinz, wo sein Vater ein Restaurant betreibt. Rose nimmt den Flieger nach Mexiko, lässt jedoch das Taxi zum Flughafen zurückfahren, als sie an ihrer neuen Arbeitsstelle ankommt. Felix hat ihr nämlich auf die Mailbox gesprochen, dass er sich in sie verliebt habe und er am Pariser Flughafen auf sie warten werde, bis sie zurückkomme. Durch diese Nachricht und die Tatsache, dass sich beide nach dieser chaotischen Nacht ineinander verliebt haben, wird Rose veranlasst, ihre neue Anstellung nicht anzutreten. Die Vermutung liegt sehr nahe, dass Rose nach Frankreich zurückfliegen wird; dies lässt der Film jedoch offen.

## Kritiken
„Unterhaltsame Screwball-Komödie, die innerhalb weniger Stunden an einem Ort spielt und vom Charme der beiden glänzenden Hauptdarsteller zehrt, wobei wirklich überzeugende spritzige Dialoge und Einfälle eher sporadisch aufscheinen.“

## Auszeichnungen
- 2003: Nominierung für einen César in der Kategorie „Beste Schauspielerin“: Juliette Binoche